# Pjesma Eurovizije 1956.
Pjesma Eurovizije 1956.  je bila prva Eurovizija i održala se 24. svibnja 1956. godine u Luganu u Švicarskoj. Prenosila se uglavnom preko radio postaja, ali su bile kamere za Europljane koji su imali televiziju. Za razliku od novih natjecanja, svakoj je zemlji dozvoljeno da unese dvije pjesme. 
Svaka zemlja je prije odlaska na Euroviziju održala natjecanje na kojem je izabrala svoje dvije pjesme. Austrija, Danska i Ujedinjeno Kraljevstvo su bile diskvalificirane jer su prekasno dojavile pjesme. 

## Sustav glasovanja
Na ovoj Euroviziji je žiriju dozvoljeno da glasa za bilo koju pjesmu koja se natječe, uključujući i pjesme iz svoje zemlje. To je sustav koji se nije ponavljao, a neki vjeruju da je zbog toga Lys Assia pobijedila. 
Osim toga, švicarskom žiriju je dozvoljeno da glasa u ime Luksemburga, opet nešto što se ne ponavlja u povijesti natjecanja. To je također moglo utjecati na pobjedu Lys Assie, koja je predstavljala zemlju domaćina, Švicarsku. Poslije se doznalo da je Njemačka bila 2. a Belgija 3. Zato se natjecanje 1957. održalo u Njemačkoj.
| Broj | Zemlja     | Jezik      | Pjevač                 | Pjesma                            |
| ---- | ---------- | ---------- | ---------------------- | --------------------------------- |
| 1    | Nizozemska | nizozemski | Jetty Paerl            | "De vogels van Holland"           |
| 2    | Švicarska  | njemački   | Lys Assia              | "Das alte Karussell"              |
| 3    | Belgija    | francuski  | Fud Leclerc            | "Messieurs les noyés de la Seine" |
| 4    | Njemačka   | njemački   | Walter Andreas Schwarz | "Im Wartesaal zum großen Glück"   |
| 5    | Francuska  | francuski  | Mathé Altéry           | "Le temps perdu"                  |
| 6    | Luksemburg | francuski  | Michèle Arnaud         | "Ne crois pas"                    |
| 7    | Italija    | talijanski | Franca Raimondi        | "Aprite le finestre"              |
| 8    | Nizozemska | nizozemski | Corry Brokken          | "Voorgoed voorbij"                |
| 9    | Švicarska  | francuski  | Lys Assia              | "Refrain"                         |
| 10   | Belgija    | francuski  | Mony Marc              | "Le plus beau jour de ma vie"     |
| 11   | Njemačka   | njemački   | Freddy Quinn           | "So geht das jede Nacht"          |
| 12   | Francuska  | francuski  | Dany Dauberson         | "Il est là"                       |
| 13   | Luksemburg | francuski  | Michèle Arnaud         | "Les amants de minuit"            |
| 14   | Italija    | talijanski | Tonina Torrielli       | "Amami se vuoi"                   |

## Karta
| Pjesma Eurovizije | Pjesma Eurovizije |
| --- | ----------------- |
| |                   |
| 01956. • 1957. • 1958. • 1959. • 1960. 1961. • 1962. • 1963. • 1964. • 1965. • 1966. • 1967. • 1968. • 1969. • 1970. 1971. • 1972. • 1973. • 1974. • 1975. • 1976. • 1977. • 1978. • 1979. • 1980. 1981. • 1982. • 1983. • 1984. • 1985. • 1986. • 1987. • 1988. • 1989. • 1990. 1991. • 1992. • 1993. • 1994. • 1995. • 1996. • 1997. • 1998. • 1999. • 2000. 2001. • 2002. • 2003. • 2004. • 2005. • 2006. • 2007. • 2008. • 2009. • 2010. 2011. • 2012. • 2013. • 2014. • 2015. • 2016. • 2017. • 2018. • 2019. • 2020. 2021. • 2022. • 2023. • 2024. • 2025. |                   |

| Pjesma Eurovizije | Pjesma Eurovizije |
| --- | ----------------- |
| |                   |
| 01956. • 1957. • 1958. • 1959. • 1960. 1961. • 1962. • 1963. • 1964. • 1965. • 1966. • 1967. • 1968. • 1969. • 1970. 1971. • 1972. • 1973. • 1974. • 1975. • 1976. • 1977. • 1978. • 1979. • 1980. 1981. • 1982. • 1983. • 1984. • 1985. • 1986. • 1987. • 1988. • 1989. • 1990. 1991. • 1992. • 1993. • 1994. • 1995. • 1996. • 1997. • 1998. • 1999. • 2000. 2001. • 2002. • 2003. • 2004. • 2005. • 2006. • 2007. • 2008. • 2009. • 2010. 2011. • 2012. • 2013. • 2014. • 2015. • 2016. • 2017. • 2018. • 2019. • 2020. 2021. • 2022. • 2023. • 2024. • 2025. |                   |